# 元号一覧 (中国)
元号一覧（げんごういちらん）は、中国における元号の一覧。なお歴史書の紀年では、年内途中で改元された場合、その年はすべて新しい元号に従っている。しかし、ここではその元号が使用された年までを記載した。また中国の暦は太陰太陽暦であり、12月はユリウス暦に換算すると、翌年の1月・2月になるが、ここでは翌年までは含めていない。名称に諸説ある場合があるが、正史や『資治通鑑』といった歴史書の紀年に使われているものに限らず、歴史学や考古学の考証に基づき当時、実際に使われていたと考えられるものを代表として載せている。なお、日本の場合は一度使用した元号は二度と使用しないという慣例があるが、中国ではそのような慣例は無く、過去に使用された元号が後世において再使用される例が多い。

## 前漢
| 帝王名 | 元号名   | 期間          | 期間          | 年数 |
| 帝王名 | 元号名   | 自            | 至            | 年数 |
| ------ | -------- | ------------- | ------------- | ---- |
| 武帝   | 建元     | 紀元前140年   | 紀元前135年   | 6年  |
| 武帝   | 元光     | 紀元前134年   | 紀元前129年   | 6年  |
| 武帝   | 元朔     | 紀元前128年   | 紀元前123年   | 6年  |
| 武帝   | 元狩     | 紀元前122年   | 紀元前117年   | 6年  |
| 武帝   | 元鼎     | 紀元前116年   | 紀元前111年   | 6年  |
| 武帝   | 元封     | 紀元前110年   | 紀元前105年   | 6年  |
| 武帝   | 太初     | 紀元前104年   | 紀元前101年   | 4年  |
| 武帝   | 天漢     | 紀元前100年   | 紀元前97年    | 4年  |
| 武帝   | 太始     | 紀元前96年    | 紀元前93年    | 4年  |
| 武帝   | 征和     | 紀元前92年    | 紀元前89年    | 4年  |
| 武帝   | 後元     | 紀元前88年    | 紀元前87年    | 2年  |
| 昭帝   | 始元     | 紀元前86年    | 紀元前80年7月 | 7年  |
| 昭帝   | 元鳳     | 紀元前80年8月 | 紀元前75年    | 6年  |
| 昭帝   | 元平     | 紀元前74年    | 紀元前74年    | 1年  |
| 宣帝   | 本始     | 紀元前73年    | 紀元前70年    | 4年  |
| 宣帝   | 地節     | 紀元前69年    | 紀元前66年    | 4年  |
| 宣帝   | 元康     | 紀元前65年    | 紀元前61年2月 | 5年  |
| 宣帝   | 神爵     | 紀元前61年3月 | 紀元前58年    | 4年  |
| 宣帝   | 五鳳     | 紀元前57年    | 紀元前54年    | 4年  |
| 宣帝   | 甘露     | 紀元前53年    | 紀元前50年    | 4年  |
| 宣帝   | 黄龍     | 紀元前49年    | 紀元前49年    | 1年  |
| 元帝   | 初元     | 紀元前48年    | 紀元前44年    | 5年  |
| 元帝   | 永光     | 紀元前43年    | 紀元前39年    | 5年  |
| 元帝   | 建昭     | 紀元前38年    | 紀元前34年    | 5年  |
| 元帝   | 竟寧     | 紀元前33年    | 紀元前33年    | 1年  |
| 成帝   | 建始     | 紀元前32年    | 紀元前28年2月 | 5年  |
| 成帝   | 河平     | 紀元前28年3月 | 紀元前25年    | 4年  |
| 成帝   | 陽朔     | 紀元前24年    | 紀元前21年    | 4年  |
| 成帝   | 鴻嘉     | 紀元前20年    | 紀元前17年    | 4年  |
| 成帝   | 永始     | 紀元前16年    | 紀元前13年    | 4年  |
| 成帝   | 元延     | 紀元前12年    | 紀元前9年     | 4年  |
| 成帝   | 綏和     | 紀元前8年     | 紀元前7年     | 2年  |
| 哀帝   | 建平     | 紀元前6年     | 紀元前5年6月  | 4年  |
| 哀帝   | 建平     | 紀元前5年8月  | 紀元前3年     | 4年  |
| 哀帝   | 太初元将 | 紀元前5年6月  | 紀元前5年8月  | 1年  |
| 哀帝   | 元寿     | 紀元前2年     | 紀元前1年     | 2年  |
| 平帝   | 元始     | 1年           | 5年           | 5年  |
| 孺子嬰 | 居摂     | 6年           | 8年11月       | 3年  |
| 孺子嬰 | 初始     | 8年11月       | 8年12月       | 1年  |

## 新
| 帝王名 | 元号名 | 期間 | 期間    | 年数 |
| 帝王名 | 元号名 | 自   | 至      | 年数 |
| ------ | ------ | ---- | ------- | ---- |
| 王莽   | 始建国 | 9年  | 13年    | 5年  |
| 王莽   | 天鳳   | 14年 | 19年    | 6年  |
| 王莽   | 地皇   | 20年 | 23年9月 | 4年  |

### 漢（更始政権）
| 帝王名 | 元号名 | 期間    | 期間    | 年数 |
| 帝王名 | 元号名 | 自      | 至      | 年数 |
| ------ | ------ | ------- | ------- | ---- |
| 更始帝 | 更始   | 23年2月 | 25年9月 | 3年  |

### 漢（赤眉軍）
| 帝王名 | 元号名 | 期間 | 期間 | 年数 |
| 帝王名 | 元号名 | 自   | 至   | 年数 |
| ------ | ------ | ---- | ---- | ---- |
| 劉盆子 | 建世   | 25年 | 27年 | 3年  |

### 成家
| 帝王名 | 元号名 | 期間 | 期間 | 年数 |
| 帝王名 | 元号名 | 自   | 至   | 年数 |
| ------ | ------ | ---- | ---- | ---- |
| 公孫述 | 龍興   | 25年 | 36年 | 12年 |

### 隗囂
| 帝王名 | 元号名 | 期間 | 期間 | 年数 |
| 帝王名 | 元号名 | 自   | 至   | 年数 |
| ------ | ------ | ---- | ---- | ---- |
| 隗囂   | 漢復   | 23年 | 34年 | 12年 |

## 後漢
| 帝王名   | 元号名   | 期間         | 期間         | 年数 |
| 帝王名   | 元号名   | 自           | 至           | 年数 |
| -------- | -------- | ------------ | ------------ | ---- |
| 光武帝   | 建武     | 25年6月      | 56年4月      | 32年 |
| 光武帝   | 建武中元 | 56年4月      | 57年         | 2年  |
| 明帝     | 永平     | 58年         | 75年         | 18年 |
| 章帝     | 建初     | 76年         | 84年8月      | 9年  |
| 章帝     | 元和     | 84年8月      | 87年7月      | 4年  |
| 章帝     | 章和     | 87年7月      | 88年         | 2年  |
| 和帝     | 永元     | 89年         | 105年3月     | 17年 |
| 和帝     | 元興     | 105年4月     | 105年12月    | 1年  |
| 殤帝     | 延平     | 106年        | 106年        | 1年  |
| 安帝     | 永初     | 107年        | 113年        | 7年  |
| 安帝     | 元初     | 114年        | 120年4月     | 7年  |
| 安帝     | 永寧     | 120年4月     | 121年6月     | 2年  |
| 安帝     | 建光     | 121年7月     | 122年3月     | 2年  |
| 安帝     | 延光     | 122年3月     | （125年3月） | 4年  |
| 少帝懿   | 延光     | （125年3月） | 125年        | 4年  |
| 順帝     | 永建     | 126年        | 132年3月     | 7年  |
| 順帝     | 陽嘉     | 132年3月     | 135年        | 4年  |
| 順帝     | 永和     | 136年        | 141年        | 6年  |
| 順帝     | 漢安     | 142年        | 144年4月     | 3年  |
| 順帝     | 建康     | 144年4月     | 144年12月    | 1年  |
| 沖帝     | 永憙     | 145年        | 145年        | 1年  |
| 質帝     | 本初     | 146年        | 146年        | 1年  |
| 桓帝     | 建和     | 147年        | 149年        | 3年  |
| 桓帝     | 和平     | 150年        | 150年        | 1年  |
| 桓帝     | 元嘉     | 151年        | 153年5月     | 3年  |
| 桓帝     | 永興     | 153年5月     | 154年        | 2年  |
| 桓帝     | 永寿     | 155年        | 158年6月     | 4年  |
| 桓帝     | 延熹     | 158年6月     | 167年6月     | 10年 |
| 桓帝     | 永康     | 167年6月     | 167年12月    | 1年  |
| 霊帝     | 建寧     | 168年        | 172年5月     | 5年  |
| 霊帝     | 熹平     | 172年5月     | 178年3月     | 7年  |
| 霊帝     | 光和     | 178年3月     | 184年        | 7年  |
| 霊帝     | 中平     | 184年12月    | 189年3月     | 6年  |
| （献帝） | 中平     | 189年12月    | 189年12月    | 6年  |
| 少帝弁   | 光熹     | 189年4月13日 | 189年8月28日 | 1年  |
| 少帝弁   | 昭寧     | 189年8月28日 | 189年9月1日  | 1年  |
| 献帝     | 永漢     | 189年9月     | 189年12月    | 1年  |
| 献帝     | 初平     | 190年        | 193年        | 4年  |
| 献帝     | 興平     | 194年        | 195年        | 2年  |
| 献帝     | 建安     | 196年        | 220年2月     | 25年 |
| 献帝     | 延康     | 220年3月     | 220年10月    | 1年  |

## 三国時代
三国時代は以下の通り。

### 魏
| 帝王名   | 元号名 | 期間      | 期間      | 年数 |
| 帝王名   | 元号名 | 自        | 至        | 年数 |
| -------- | ------ | --------- | --------- | ---- |
| 文帝     | 黄初   | 220年10月 | 226年     | 7年  |
| 明帝     | 太和   | 227年     | 233年1月  | 7年  |
| 明帝     | 青龍   | 233年2月  | 237年2月  | 5年  |
| 明帝     | 景初   | 237年3月  | 239年     | 3年  |
| 斉王     | 正始   | 240年     | 249年4月  | 10年 |
| 斉王     | 嘉平   | 249年4月  | 254年10月 | 6年  |
| 高貴郷公 | 正元   | 254年10月 | 256年5月  | 3年  |
| 高貴郷公 | 甘露   | 256年6月  | 260年5月  | 5年  |
| 元帝     | 景元   | 260年6月  | 264年5月  | 5年  |
| 元帝     | 咸熙   | 264年5月  | 265年12月 | 2年  |

### 蜀
| 帝王名 | 元号名 | 期間     | 期間      | 年数 |
| 帝王名 | 元号名 | 自       | 至        | 年数 |
| ------ | ------ | -------- | --------- | ---- |
| 昭烈帝 | 章武   | 221年4月 | 223年4月  | 3年  |
| 後主   | 建興   | 223年5月 | 237年     | 10年 |
| 後主   | 延熙   | 238年    | 257年     | 20年 |
| 後主   | 景耀   | 258年    | 263年7月  | 6年  |
| 後主   | 炎興   | 263年8月 | 263年11月 | 1年  |

### 呉
| 帝王名 | 元号名 | 期間        | 期間      | 年数 |
| 帝王名 | 元号名 | 自          | 至        | 年数 |
| ------ | ------ | ----------- | --------- | ---- |
| 呉王   | 黄武   | 222年10月   | 229年4月  | 8年  |
| 大帝   | 黄龍   | 229年4月    | 231年     | 3年  |
| 大帝   | 嘉禾   | 232年       | 238年8月  | 7年  |
| 大帝   | 赤烏   | 238年8月    | 251年4月  | 14年 |
| 大帝   | 太元   | 251年5月    | 252年1月  | 2年  |
| 大帝   | 神鳳   | 252年2月    | 252年4月  | 1年  |
| 会稽王 | 建興   | 252年4月    | 253年     | 2年  |
| 会稽王 | 五鳳   | 254年       | 256年10月 | 3年  |
| 会稽王 | 太平   | 256年10月   | 258年10月 | 3年  |
| 景帝   | 永安   | 258年10月   | 264年6月  | 7年  |
| 末帝   | 元興   | 264年8月3日 | 265年3月  | 2年  |
| 末帝   | 甘露   | 265年4月    | 266年7月  | 2年  |
| 末帝   | 宝鼎   | 266年8月    | 269年9月  | 4年  |
| 末帝   | 建衡   | 269年10月   | 271年     | 3年  |
| 末帝   | 鳳凰   | 272年       | 274年     | 3年  |
| 末帝   | 天冊   | 275年       | 276年6月  | 2年  |
| 末帝   | 天璽   | 276年7月    | 276年12月 | 1年  |
| 末帝   | 天紀   | 277年       | 280年3月  | 4年  |

### 燕
|    | 燕王   | 元号 | 期間        |
| -- | ------ | ---- | ----------- |
| １ | 公孫淵 | 紹漢 | 237年-238年 |

## 晋
晋は以下の通り。

### 西晋
| 帝王名 | 元号名 | 期間      | 期間      | 年数 |
| 帝王名 | 元号名 | 自        | 至        | 年数 |
| ------ | ------ | --------- | --------- | ---- |
| 武帝   | 泰始   | 265年12月 | 274年     | 10年 |
| 武帝   | 咸寧   | 275年     | 280年4月  | 6年  |
| 武帝   | 太康   | 280年4月  | 289年     | 10年 |
| 武帝   | 太熙   | 290年1月  | 290年4月  | 1年  |
| 恵帝   | 永熙   | 290年4月  | 290年12月 | 1年  |
| 恵帝   | 永平   | 291年1月  | 291年3月  | 1年  |
| 恵帝   | 元康   | 291年3月  | 299年     | 9年  |
| 恵帝   | 永康   | 300年     | 301年4月  | 2年  |
| 恵帝   | 永寧   | 301年4月  | 302年11月 | 2年  |
| 恵帝   | 太安   | 302年12月 | 303年     | 2年  |
| 恵帝   | 永安   | 304年1月  | 304年7月  | 1年  |
| 恵帝   | 永安   | 304年11月 | 304年11月 | 1年  |
| 恵帝   | 建武   | 304年7月  | 304年11月 | 1年  |
| 恵帝   | 永興   | 304年12月 | 306年6月  | 3年  |
| 恵帝   | 光熙   | 306年6月  | 306年12月 | 1年  |
| 懐帝   | 永嘉   | 307年     | 313年4月  | 7年  |
| 愍帝   | 建興   | 313年4月  | 317年3月  | 5年  |

1. - 建始（301年）

### 東晋
| 帝王名 | 元号名 | 期間      | 期間      | 年数 |
| 帝王名 | 元号名 | 自        | 至        | 年数 |
| ------ | ------ | --------- | --------- | ---- |
| 晋王   | 建武   | 317年3月  | 318年3月  | 2年  |
| 元帝   | 大興   | 318年3月  | 321年     | 4年  |
| 元帝   | 永昌   | 322年     | 323年2月  | 2年  |
| 明帝   | 太寧   | 323年3月  | 326年1月  | 4年  |
| 成帝   | 咸和   | 326年2月  | 334年     | 9年  |
| 成帝   | 咸康   | 335年     | 342年     | 8年  |
| 康帝   | 建元   | 343年     | 344年     | 2年  |
| 穆帝   | 永和   | 345年     | 356年     | 12年 |
| 穆帝   | 升平   | 357年     | 361年     | 5年  |
| 哀帝   | 隆和   | 362年     | 363年2月  | 2年  |
| 哀帝   | 興寧   | 363年2月  | 365年     | 3年  |
| 海西公 | 太和   | 366年     | 371年11月 | 6年  |
| 簡文帝 | 咸安   | 371年11月 | 372年     | 2年  |
| 孝武帝 | 寧康   | 373年     | 375年     | 3年  |
| 孝武帝 | 太元   | 376年     | 396年     | 21年 |
| 安帝   | 隆安   | 397年     | 401年     | 5年  |
| 安帝   | 大亨   | 402年     | 402年     | 1年  |
| 安帝   | 元興   | 402年     | 404年     | 3年  |
| 安帝   | 義熙   | 405年     | 418年     | 14年 |
| 恭帝   | 元熙   | 419年     | 420年6月  | 2年  |

趙廞の元号
1. 太平（300年-301年）

漢の元号
1. 神鳳（303年）

## 桓楚
| 帝王名 | 元号名 | 期間      | 期間     | 年数 |
| 帝王名 | 元号名 | 自        | 至       | 年数 |
| ------ | ------ | --------- | -------- | ---- |
| 桓玄   | 永始   | 403年12月 | 404年5月 | 2年  |
| 桓謙   | 天康   | 404年     | 405年2月 | 2年  |

## 五胡十六国時代
五胡十六国時代は以下の通り。

### 漢・前趙
| 帝王名 | 元号名 | 期間      | 期間      | 年数 |
| 帝王名 | 元号名 | 自        | 至        | 年数 |
| ------ | ------ | --------- | --------- | ---- |
| 光文帝 | 元熙   | 304年10月 | 308年9月  | 5年  |
| 光文帝 | 永鳳   | 308年10月 | 309年4月  | 2年  |
| 光文帝 | 河瑞   | 309年4月  | 310年6月  | 2年  |
| 昭武帝 | 光興   | 310年7月  | 311年3月  | 2年  |
| 昭武帝 | 嘉平   | 311年6月  | 315年2月  | 5年  |
| 昭武帝 | 建元   | 315年3月  | 316年11月 | 2年  |
| 昭武帝 | 麟嘉   | 316年11月 | 318年6月  | 3年  |
| 隠帝   | 漢昌   | 318年7月  | 318年9月  | 1年  |
| 趙主   | 光初   | 318年10月 | 329年8月  | 12年 |

### 後趙
後趙の元号
1. 太和（328年-330年）
2. 建平（330年-333年）
3. 延熙（334年）
4. 建武（335年-348年）
5. 太寧（349年）
6. 青龍（350年）
7. 永寧（350年-351年）

### 冉魏
| 帝王名 | 元号名 | 期間       | 期間     | 年数 |
| 帝王名 | 元号名 | 自         | 至       | 年数 |
| ------ | ------ | ---------- | -------- | ---- |
| 冉閔   | 永興   | 350年閏2月 | 352年4月 | 3年  |

### 前燕
| 帝王名 | 元号名 | 期間         | 期間         | 年数 |
| 帝王名 | 元号名 | 自           | 至           | 年数 |
| ------ | ------ | ------------ | ------------ | ---- |
| 景昭帝 | 元璽   | 352年11月    | 357年2月23日 | 6年  |
| 景昭帝 | 光寿   | 357年2月23日 | 360年1月25日 | 3年  |
| 幽帝   | 建熙   | 360年1月25日 | 370年11月    | 11年 |

### 成漢
成漢の元号
- （建初）（303年）

1. 建興（304年-306年）
2. 晏平（306年-310年）
3. 玉衡（311年-334年）
4. 玉恒（335年-338年）
5. 漢興（338年-343年）
6. 太和（344年-346年）
7. 嘉寧（346年-347年）

### 前涼
前涼の元号
1. 建興（317年-361年）：西晋の愍帝の年号を継続して使用。
2. 和平（354年-355年）
3. 升平（361年-376年）：東晋の穆帝の年号を継続して使用。

### 代
| 帝王名 | 元号名 | 期間      | 期間  | 年数 |
| 帝王名 | 元号名 | 自        | 至    | 年数 |
| ------ | ------ | --------- | ----- | ---- |
| 高祖   | 建国   | 338年11月 | 376年 | 39年 |

### 前秦
前秦の元号
1. 皇始（351年-355年）
2. 寿光（355年-357年）
3. 永興（357年-359年）
4. 甘露（359年-364年）
5. 建元（365年-385年）
6. 太安（385年-386年）
7. 太初（386年-394年）
8. 延初（394年）

- 元光 （393年-394年）

### 後燕
後燕の元号
1. 燕元（384年-386年）
2. 建興（386年-396年）
3. 永康（396年-398年）
4. 建始（397年）
5. 延平（397年）
6. 青龍（398年）
7. 建平（398年）
8. 長楽（399年-401年）
9. 光始（401年-406年）
10. 建始（407年）

### 西燕
西燕の元号
1. 燕興（384年）
2. 更始（385年-386年）
3. 昌平（386年）
4. 建明（386年）
5. 建平（386年）
6. 建武（386年）
7. 中興（386年-394年）

### 南燕
南燕の元号
1. 建平（400年-405年）
2. 太上（405年-410年）

### 北燕
北燕の元号
1. 正始（407年-409年）
2. 太平（409年-430年）
3. 太興（431年-436年）

### 後秦
後秦の元号
1. 白雀（384年-386年）
2. 建初（386年-393年）
3. 皇初（394年-399年）
4. 弘始（399年-416年）
5. 永和（416年-417年）

### 西秦
西秦の元号
1. 建義（385年-388年）
2. 太初（388年-400年）
3. 更始（409年-412年）
4. 永康（412年-419年）
5. 建弘（420年-428年）
6. 永弘（428年-431年）

### 夏
夏の元号
1. 龍昇（407年-413年）
2. 鳳翔（413年-418年）
3. 昌武（418年-419年）
4. 真興（419年-425年）
5. 承光（425年-428年）
6. 勝光（428年-431年）

### 後涼
後涼の元号
1. 太安（386年-389年）：一説に「大安」
2. 麟嘉（389年-396年）
3. 龍飛（396年-398年）
4. 承康（不詳）
5. 咸寧（399年-401年）
6. 神鼎（401年-403年）

### 南涼
南涼の元号
1. 太初（397年-399年）
2. 建和（400年-402年）
3. 弘昌（402年-404年）
4. 嘉平（408年-414年）

### 西涼
西涼の元号
1. 庚子（400年-404年）
2. 建初（405年-417年）
3. 嘉興（417年-420年）
4. 永建（420年-421年）

### 北涼
北涼の元号
1. 神璽（397年-399年）
2. 天璽（399年-401年）
3. 永安（401年-412年）
4. 玄始（412年-428年）
5. 承玄（428年-431年）
6. 義和（431年-433年）
7. 承和（433年-439年）
8. 承平（443年-460年）

- 夏の元号の真興・承陽（承光）・北魏の元号の縁禾（延和）・太縁（太延）：トゥルファン文書などに散見する北涼の年号。

## 南北朝時代

### 南朝
南朝の元号一覧

#### 南朝宋
南朝宋の元号
1. 永初（420年-422年）
2. 景平（423年-424年）
3. 元嘉（424年-453年）
  - 太初（453年）
4. 孝建（454年-456年）
5. 大明（457年-464年）
6. 永光（465年）
7. 景和（465年）
8. 泰始（465年-471年）
9. 泰豫（472年）
10. 元徽（473年-477年）
11. 昇明（477年-479年）

#### 南朝斉
南朝斉の元号
1. 建元（479年-482年）
2. 永明（483年-493年）
3. 隆昌（494年）
4. 延興（494年）
5. 建武（494年-498年）
6. 永泰（498年）
7. 永元（499年-501年）
8. 中興（501年-502年）

#### 南朝梁
南朝梁の元号
1. 天監（502年-519年）
2. 普通（520年-527年）
3. 大通（527年-529年）
4. 中大通（529年-534年）
5. 大同（535年-545年）
6. 中大同（546年-547年）
7. 太清（547年-549年）
8. 大宝（550年-551年）
9. 天正（551年）
  - 太始（漢、551年-552年）
10. 承聖（552年-554年）
11. 天成（554年）
12. 紹泰（555年-556年）
13. 太平（556年-557年）
14. 天啓（558年 - 560年）

#### 後梁
後梁の元号
1. 大定（555年-562年）
2. 天保（562年-585年）
3. 広運（586年-587年）
  - 鳳鳴（617年-618年）

#### 陳
陳の元号
1. 永定（557年-559年）
2. 天嘉（560年-566年）
3. 天康（566年）
4. 光大（567年-568年）
5. 太建（569年-582年）
6. 至徳（583年-587年）
7. 禎明（587年-589年）

### 北朝
北朝の元号一覧

#### 北魏
北魏の元号
1. 登国（386年-396年）
2. 皇始（396年-398年）
3. 天興（398年-404年）
4. 天賜（404年-409年）
5. 永興（409年-413年）
6. 神瑞（414年-416年）
7. 泰常（416年-423年）
8. 始光（424年-428年）
9. 神䴥（428年-431年）
10. 延和（432年-434年）
11. 太延（435年-440年）
12. 太平真君（440年-451年）
13. 正平（451年-452年）
14. 承平（452年）：一説に「永平」
15. 興安（452年-454年）
16. 興光（454年-455年）
17. 太安（455年-459年）
18. 和平（460年-465年）
19. 天安（466年-467年）
20. 皇興（467年-471年）
21. 延興（471年-476年）
22. 承明（476年）
23. 太和（477年-499年）
24. 景明（500年-503年）
25. 正始（504年-508年）
26. 永平（508年-512年）
  - 建平（508年）
27. 延昌（512年-515年）
28. 熙平（516年-518年）
29. 神亀（518年-520年）
30. 正光（520年-525年）
31. 孝昌（525年-527年）
  - 天啓（525年）
32. 武泰（528年）
33. 建義（528年）
34. 永安（528年-530年）
  - 建武（529年）
35. 建明（530年-531年）
  - 更興（530年-532年）
36. 普泰（531年）
37. 中興（531年-532年）
38. 太昌（532年）
39. 永興（532年）
40. 永熙（532年-534年）

斉の元号
1. 隆緒（527年-528年）

#### 東魏
東魏の元号
1. 天平（534年-537年）
2. 元象（538年-539年）
3. 興和（539年-542年）
4. 武定（543年-550年）

#### 西魏
西魏の元号
1. 大統（535年-551年）

#### 北斉
北斉の元号
1. 天保（550年-559年）
2. 乾明（560年）
3. 皇建（560年-561年）
4. 太寧（561年-562年）
5. 河清（562年-565年）
6. 天統（565年-569年）
7. 武平（570年-576年）
8. 隆化（576年）
9. 徳昌（576年）
10. 承光（577年）

#### 北周
北周の元号
1. 武成（559年-560年）
2. 保定（561年-565年）
3. 天和（566年-572年）
4. 建徳（572年-578年）
5. 宣政（578年）
6. 大成（579年）
7. 大象（579年-580年）
8. 大定（581年）

## 隋
隋の元号
1. 開皇（581年-600年）
2. 仁寿（601年-604年）
3. 大業（605年-619年）
4. 義寧（618年-619年）
5. 皇泰（618年-619年）

許の元号
1. 天寿（618年-619年）

鄭の元号
1. 開明（619年-621年）

夏の元号
1. 丁丑（617年-618年）
2. 五鳳（618年-621年）

定楊の元号
1. 天興（617年-620年）

梁の元号
1. 永隆（617年-628年）

秦の元号
1. 秦興（617年-618年）

涼の元号
1. 安楽（618年-619年）

呉の元号
1. 明政（619年-621年）

呉の元号
1. 太平（616年-622年）

宋の元号
1. 天明（623年-624年）

呉の元号
1. 昌達（615年-619年）

魏の元号
1. 永平（617年-618年）

永楽の元号
1. 正平（617年-618年）

燕の元号
1. 始興（618年-624年）

大乗の元号
1. 法輪（618年）

梁の元号
1. 延康（619年-620年）

漢東の元号
1. 天造（622年-623年）

曹武徹の元号
1. 通聖（617年）

王摩沙の元号
1. 進通（623年）

## 唐
唐の元号
1. 武徳（618年-626年）
2. 貞観（627年-649年）
3. 永徽（650年-655年）
4. 顕慶（656年-661年）
5. 龍朔（661年-663年）
6. 麟徳（664年-665年）
7. 乾封（666年-668年）
8. 総章（668年-670年）
9. 咸亨（670年-674年）
10. 上元（674年-676年）
11. 儀鳳（676年-679年）
12. 調露（679年-680年）
13. 永隆（680年-681年）
14. 開耀（681年-682年）
15. 永淳（682年-683年）
16. 弘道（683年）
17. 嗣聖（684年）
18. 文明（684年）
19. 光宅（684年）
20. 垂拱（685年-688年）
21. 永昌（689年）
22. 載初（690年）
23. 神龍（705年-707年）
24. 景龍（707年-710年）
25. 唐隆（710年）
26. 景雲（710年-712年）
  - 中元克復（710年）中宗克復とも
27. 太極（712年）
28. 延和（712年）
29. 先天（712年-713年）
30. 開元（713年-741年）
31. 天宝（742年-756年）
32. 至徳（756年-758年）
33. 乾元（758年-760年）
34. 上元（760年-761年）
35. 宝応（762年-763年）
36. 広徳（763年-764年）
37. 永泰（765年-766年）
38. 大暦（766年-779年）
39. 建中（780年-783年）
40. 興元（784年）
41. 貞元（785年-805年）
42. 永貞（805年）
43. 元和（806年-820年）
44. 長慶（821年-824年）
45. 宝暦（824年-826年）
46. 大和（827年-835年）：一説に「太和」
47. 開成（836年-840年）
48. 会昌（841年-846年）
49. 大中（847年-859年）
50. 咸通（860年-874年）
51. 乾符（874年-879年）
52. 広明（880年-881年）
53. 中和（881年-885年）
54. 光啓（885年-888年）
  - 建貞（886年）永貞とも
55. 文徳（888年）
56. 龍紀（889年）
57. 大順（890年-891年）
58. 景福（892年-893年）
59. 乾寧（894年-898年）
60. 光化（898年-901年）
61. 天復（901年-904年）
62. 天祐（904年-907年）

### 武周
武周の元号
1. 天授（690年 - 692年）
2. 如意（692年）
3. 長寿（692年 - 694年）
4. 延載（694年）
5. 証聖（695年）
6. 天冊万歳（695年 - 696年）
7. 万歳登封（696年）
8. 万歳通天（696年 - 697年）
9. 神功（697年 - 698年）
10. 聖暦（698年 - 700年）
11. 久視（700年 - 701年）
12. 大足（701年）
13. 長安（701年 - 704年）

### 秦（漢）
秦（漢）の元号
1. 応天（783年）
2. 天皇（784年）

### 楚
楚の元号
1. 武成（784年-786年）

### 斉
斉の元号
1. 王霸（878年-880年）
2. 金統（880年-884年）

### 渤海
渤海の元号
- 仁安 : 720年-738年
- 大興 : 738年-794年
- 宝暦 : 774年-?年（大興の一時期を改元使用）
- 中興 : 794年
- 正暦 : 795年-809年
- 永徳 : 809年-813年
- 朱雀 : 813年-817年
- 太始 : 818年
- 建興 : 819年-831年
- 咸和 : 831年-857年

大祚栄の治世で天統の元号が使われたとする説もあるが、それが使われたかどうかは不明である。また大虔晃の治世以降も王1代ごとに1つの元号が使われたとの説があるが、その元号の名称は不明である。

### 高昌
高昌の元号
1. 建初（489年 - 491年）
2. 承平（502年? - 510年?）
3. 義熙（510年? - 525年?）
4. 甘露（525年? - 530年?）
5. 章和（531年 - 548年）
6. 永平（549年 - 550年）
7. 和平（551年 - 554年）
8. 建昌（555年 - 560年）
9. 延昌（561年 - 601年）
10. 延和（602年 - 613年）
11. 義和（614年 - 619年）
12. 重光（620年 - 623年）
13. 延寿（624年 - 640年）

### 南詔
南詔の元号
1. 賛普鐘（752年 - 768年）
2. 長寿（769年 - 779年）
3. 見龍（780年 - 783年）
4. 上元（784年 - ?年）
5. 元封（?年 - 808年）
6. 応道（809年）
7. 龍興（810年 - 816年）
8. 全義（816年 - 819年）
9. 大豊（820年 - 823年）
10. 保和（824年 - 839年）
11. 天啓（840年 - 859年）
12. 建極（860年 - 877年）
13. 貞明（878年 - ?年）
14. 承智（?年 - ?年）
15. 大同（?年 - 888年）
16. 嵯耶（889年 - 897年）
17. 中興（897年 - 902年）
18. 安国（903年 - 909年）
19. 始元（910年 - ?年）
20. 天瑞景星（?年 - ?年）
21. 安和（?年 - ?年）
22. 貞祐（?年 - ?年）
23. 初暦（?年 - 926年）
24. 天応（927年）
25. 尊聖（928年 - 929年）
26. 興聖（930年）
27. 大明（931年 - 937年）

- 以下は使用年代不明でかつ実在も確認できない元号である。
  - 孝治（?年 - ?年）
  - 鼎新（?年 - ?年）
  - 光聖（?年 - ?年）

### 大理国
大理国は以下の通り。

#### 前大理
1. 文徳（938年 - 941年）
2. 神武（941年 - 944年）
3. 文経（945年）
4. 至治（946年 - 951年）
5. 明徳（952年 - 953年）
6. 広徳（954年 - 967年）
7. 順徳（968年）
8. 明政（969年 - 985年）
9. 広明（986年 - 1004年）
10. 明応（1005年 - 1006年）
11. 明統（1006年？）
12. 明聖（1007年？）
13. 明治（1008年？- 1009年）
14. 明啓（1010年 - 1022年）
15. 乾興（1022年）
16. 明通（1023年 - 1026年）
17. 正治（1027年 - 1041年）
18. 聖明（1042年 - 1044年）
19. 天明（1044年）
20. 保安（1045年 - 1052年）
21. 正安（1053年 - 1059年）
22. 正徳（1059年 - 1064年）
23. 保徳（1064年 - 1074年）
24. 明侯（1075年）
25. 上徳（1076年）
26. 広安（1077年 - 1080年）
27. 上明（1081年）
28. 保立（1082年）
29. 建安（1083年 - 1091年）
30. 天祐（1091年 - 1094年）

#### 中大理
1. 上治（1095年）

#### 後大理
1. 天授（1096年）
2. 開明（1097年 - 1102年）
3. 天政（1103年 - 1104年）
4. 文安（1105年 - 1108年）
5. 日新（1109年）
6. 文治（1110年 - ?年）
7. 永嘉（?年 - 1128年）
8. 保天（1129年 - 1137年）
9. 広運（1138年 - 1147年）
10. 永貞（1148年）
11. 大宝（1149年 - 1155年）
12. 龍興（1155年 - 1161年）
13. 盛明（1162年）
14. 建徳（1163年 - 1171年）
15. 利貞（1172年 - 1175年）
16. 盛徳（1176年 - 1180年）
17. 嘉会（1181年 - 1184年）
18. 元亨（1185年 - 1195年）
19. 安定（1195年 - 1200年）
20. 鳳暦（1200年 - ?年）
21. 元寿（?年 - 1204年）
22. 天開（1205年 - 1225年）
23. 天輔（1226年）
24. 仁寿（1227年 - 1238年）
25. 道隆（1239年 - 1251年）
26. 利正（1252年）
27. 興正（1252年）
28. 天定（1252年 - 1254年）

### 吐蕃
吐蕃の元号
1. 彝泰（815年 - 838年）

### 燕
燕の元号
1. 聖武（756年 - 757年）
2. 載初（757年）
3. 天成（757年 - 759年）
4. 応天（759年）
5. 順天（759年 - 761年）
6. 顕聖（761年 - 763年）

## 五代十国時代
五代十国時代は以下の通り。

### 五代

#### 後梁
後梁の元号
1. 開平（907年 - 911年）
2. 乾化（911年 - 915年）
3. 鳳暦（913年）913年朱友珪により改元。2月、朱友貞が乾化を復活。
4. 貞明（915年 - 921年）
5. 龍徳（921年 - 923年）

#### 後唐
後唐の元号
1. 同光（923年 - 926年）
2. 天成（926年 - 930年）
3. 長興（930年 - 933年）
4. 応順（934年1月 - 4月）
5. 清泰（934年 - 936年）

#### 後晋
後晋の元号
1. 天福（936年 - 943年）後に劉知遠が復活させた。（ - 948年）
2. 開運（944年 - 946年）

#### 後漢
後漢の元号
1. 天福（936年 - 947年）後晋の石敬瑭が使ったものを復活させた。
2. 乾祐（948年 - 950年）

#### 後周
後周の元号
1. 広順（951年 - 954年）
2. 顕徳（954年 - 960年）

### 十国

#### 呉
呉の元号
- 唐の昭宗の年号「天復」を使用（902年-904年）
- 天祐（904年-919年）：唐の昭宗の年号を継続させて使用。

1. 武義（919年-921年）
2. 順義（921年-927年）
3. 乾貞（927年-929年）
4. 大和（929年-935年）：一説に「太和」
5. 天祚（935年-937年）

#### 南唐
南唐の元号
1. 昇元（937年-943年）
2. 保大（943年-957年）
3. 中興（958年）
4. 交泰（958年）

- この後、後周・北宋の年号を使用（958年-975年）

#### 呉越
呉越の元号
1. 天宝（908年-912年）
この後、いったん後梁の年号を使用（913年-923年）
2. 宝大（924年-925年）
3. 宝正（926年-931年）

- この後、後唐・後晋・後漢・後周・北宋の年号を使用（932年-978年）

#### 閩
閩の元号
- 後梁・後唐の年号を使用（909年-932年）

1. 龍啓（933年-934年）
2. 永和（935年）
3. 通文（936年-938年）
4. 永隆（938年-943年）
5. 天徳（943年-945年）

#### 南漢
南漢の元号
1. 乾亨（917年-925年）
2. 白龍（925年-928年）
3. 大有（928年-942年）
4. 光天（942年-943年）
5. 応乾（943年）
6. 乾和（943年-958年）
7. 大宝（958年-971年）

#### 楚
楚の元号
- 後唐・後晋・後漢の年号を使用（927年-950年）
- 南唐の年号「保大」を使用（950年-951年）

#### 荊南
荊南の元号
1. 後唐の年号「同光」、「天成」を使用（924年-928年）
2. 呉の年号「乾貞」を使用（928年-929年）
3. 後唐・後晋・後漢・後周・北宋の年号を使用（929年-963年）

#### 前蜀
前蜀の元号
- 天復（907年）：唐の昭宗の年号「天復」を継続させ7年として使用

1. 武成（908年-910年）
2. 永平（911年-915年）
3. 通正（916年）
4. 天漢（917年）
5. 光天（918年）
6. 乾徳（919年-924年）
7. 咸康（925年）

#### 後蜀
後蜀の元号
1. 明徳（934年-937年）
2. 広政（938年-965年）

#### 北漢
北漢の元号
- 乾祐（951年-956年）：後漢の年号を継続させて使用。

1. 天会（957年-973年）
2. 広運（974年-979年）

### その他

#### 桀燕
桀燕の元号
1. 応天（911年 - 913年）

#### 于闐
于闐の元号
1. 同慶（912年 - 966年）
2. 天尊（967年 - 977年）
3. 中興（978年 - 985年）
4. 天興（986年 - 999年）
5. 天寿（使用年代不詳）

## 宋
宋は以下の通り。

### 北宋
北宋の元号
1. 建隆（960年-963年）
2. 乾徳（963年-968年）
3. 開宝（968年-976年）
4. 太平興国（976年-984年）
5. 雍熙（984年-987年）
6. 端拱（988年-989年）
7. 淳化（990年-994年）
8. 至道（995年-997年）
9. 咸平（998年-1003年）
10. 景徳（1004年-1007年）
11. 大中祥符（1008年-1016年）
12. 天禧（1017年-1021年）
13. 乾興（1022年）
14. 天聖（1023年-1032年）
15. 明道（1032年-1033年）
16. 景祐（1034年-1038年）
17. 宝元（1038年-1040年）
18. 康定（1040年-1041年）
19. 慶暦（1041年-1048年）
20. 皇祐（1049年-1054年）
21. 至和（1054年-1056年）
22. 嘉祐（1056年-1063年）
23. 治平（1064年-1067年）
24. 熙寧（1068年-1077年）
25. 元豊（1078年-1085年）
26. 元祐（1086年-1094年）
27. 紹聖（1094年-1098年）
28. 元符（1098年-1100年）
29. 建中靖国（1101年）
30. 崇寧（1102年-1106年）
31. 大観（1107年-1110年）
32. 政和（1111年-1118年）
33. 重和（1118年-1119年）
34. 宣和（1119年-1125年）
35. 靖康（1126年-1127年）

### 南宋
南宋の元号
1. 建炎（1127年-1130年）
2. 紹興（1131年-1162年）
3. 隆興（1163年-1164年）
4. 乾道（1165年-1173年）
5. 淳熙（1174年-1189年）
6. 紹熙（1190年-1194年）
7. 慶元（1195年-1200年）
8. 嘉泰（1201年-1204年）
9. 開禧（1205年-1207年）
10. 嘉定（1208年-1224年）
11. 宝慶（1225年-1227年）
12. 紹定（1228年-1233年）
13. 端平（1234年-1236年）
14. 嘉熙（1237年-1240年）
15. 淳祐（1241年-1252年）
16. 宝祐（1253年-1258年）
17. 開慶（1259年）
18. 景定（1260年-1264年）
19. 咸淳（1265年-1274年）
20. 徳祐（1275年-1276年）
21. 景炎（1276年-1278年）
22. 祥興（1278年-1279年）

## 遼
遼の元号
1. 神冊（916年 - 921年）
2. 天賛（922年 - 926年）
3. 天顕（926年 - 938年）
4. 会同（938年 - 947年）
5. 大同（947年）
6. 天禄（947年 - 951年）
7. 応暦（951年 - 969年）
8. 保寧（969年 - 979年）
9. 乾亨（979年 - 982年）
10. 統和（983年 - 1012年）
11. 開泰（1012年 - 1021年）
12. 太平（1021年 - 1030年）
13. 景福（1031年 - 1032年）
14. 重熙（1032年 - 1055年）
15. 清寧（1055年 - 1064年）
16. 咸雍（1065年 - 1074年）
17. 太康（1075年 - 1084年）
18. 太安（1085年 - 1094年）
19. 寿昌（1095年 - 1101年） 「寿隆」とも
20. 乾統（1101年 - 1110年）
21. 天慶（1111年 - 1120年）
22. 保大（1121年 - 1125年）

### 東丹国
東丹国の元号
1. 甘露（926年-936年）

### 北遼
北遼の元号
1. 建福（1122年）
2. 徳興（1122年）

### 西北遼
1. 神暦（1123年）

### 西遼
西遼の元号
1. 延慶（1132年 - 1134年）
2. 康国（1134年 - 1143年）
3. 咸清
4. 紹興
5. 崇福
6. 天禧

## 金
金の元号
1. 収国（1115年 - 1116年）
2. 天輔（1117年 - 1123年）
3. 天会（1123年 - 1137年）
4. 天眷（1138年 - 1140年）
5. 皇統（1141年 - 1149年）
6. 天徳（1149年 - 1153年）
7. 貞元（1153年 - 1156年）
8. 正隆（1156年 - 1161年）
9. 大定（1161年 - 1189年）
10. 明昌（1190年 - 1196年）
11. 承安（1196年 - 1200年）
12. 泰和（1201年 - 1208年）
13. 大安（1209年 - 1211年）
14. 崇慶（1212年 - 1213年）
15. 至寧（1213年）
16. 貞祐（1213年 - 1217年）
17. 興定（1217年 - 1222年）
18. 元光（1222年 - 1223年）
19. 正大（1224年 - 1231年）
20. 開興（1232年）
21. 天興（1232年 - 1234年）

### 西夏
| 帝王名 | 元号名       | 期間       | 期間      | 年数 |
| 帝王名 | 元号名       | 自         | 至        | 年数 |
| ------ | ------------ | ---------- | --------- | ---- |
| 景宗   | 顕道         | 1032年     | 1034年6月 | 3年  |
| 景宗   | 開運         | 1034年7月  | 1034年7月 | 1年  |
| 景宗   | 広運         | 1034年8月  | 1036年    | 3年  |
| 景宗   | 大慶         | 1036年12月 | 1038年9月 | 3年  |
| 景宗   | 天授礼法延祚 | 1038年10月 | 1048年    | 11年 |
| 毅宗   | 延嗣寧国     | 1049年     | 1049年    | 1年  |
| 毅宗   | 天祐垂聖     | 1050年     | 1052年    | 3年  |
| 毅宗   | 福聖承道     | 1053年     | 1056年    | 4年  |
| 毅宗   | 奲都         | 1057年     | 1062年    | 6年  |
| 毅宗   | 拱化         | 1063年     | 1067年    | 5年  |
| 恵宗   | 乾道         | 1067年     | 1068年    | 2年  |
| 恵宗   | 天賜礼盛国慶 | 1069年     | 1074年    | 9年  |
| 恵宗   | 大安         | 1075年     | 1085年    | 11年 |
| 恵宗   | 天安礼定     | 1086年1月  | 1086年7月 | 1年  |
| 崇宗   | 天儀治平     | 1086年7月  | 1089年    | 4年  |
| 崇宗   | 天祐民安     | 1090年     | 1097年    | 8年  |
| 崇宗   | 永安         | 1098年     | 1100年    | 3年  |
| 崇宗   | 貞観         | 1101年     | 1113年    | 13年 |
| 崇宗   | 雍寧         | 1114年     | 1118年    | 5年  |
| 崇宗   | 元徳         | 1119年     | 1127年3月 | 9年  |
| 崇宗   | 正徳         | 1127年4月  | 1134年    | 8年  |
| 崇宗   | 大徳         | 1135年     | 1139年    | 5年  |
| 仁宗   | 大慶         | 1140年     | 1143年    | 4年  |
| 仁宗   | 人慶         | 1144年     | 1148年    | 5年  |
| 仁宗   | 天盛         | 1149年     | 1169年    | 21年 |
| 仁宗   | 乾祐         | 1170年     | 1193年    | 24年 |
| 桓宗   | 天慶         | 1194年     | 1206年1月 | 13年 |
| 襄宗   | 応天         | 1206年1月  | 1209年    | 4年  |
| 襄宗   | 皇建         | 1210年     | 1211年8月 | 2年  |
| 神宗   | 光定         | 1211年8月  | 1223年    | 13年 |
| 献宗   | 乾定         | 1223年12月 | 1226年7月 | 4年  |
| 末主   | 宝義         | 1226年7月  | 1227年6月 | 2年  |

## 元
元の元号
1. 中統（1260年 - 1264年）
2. 至元（1264年 - 1294年）
3. 元貞（1295年 - 1297年）
4. 大徳（1297年 - 1307年）
5. 至大（1308年 - 1311年）
6. 皇慶（1312年 - 1313年）
7. 延祐（1314年 - 1320年）
8. 至治（1321年 - 1323年）
9. 泰定（1324年 - 1328年）
10. 致和（1328年）
11. 天順（1328年）
12. 天暦（1328年 - 1330年）
13. 至順（1330年 - 1333年）
14. 元統（1333年 - 1335年）
15. 至元（1335年 - 1340年）
16. 至正（1341年 - 1368年）

### 北元
北元の元号
1. 至正（1368年 - 1370年）
2. 宣光（1371年 - 1378年）
3. 天元（1378年 - 1388年）

## 明
明の元号
1. 洪武（1368年 - 1398年）
2. 建文（1399年 - 1402年）
3. 永楽（1403年 - 1424年）
4. 洪熙（1425年）
5. 宣徳（1426年 - 1435年）
6. 正統（1436年 - 1449年）
7. 景泰（1450年 - 1457年1月）
8. 天順（1457年 - 1464年）
9. 成化（1465年 - 1487年）
10. 弘治（1488年 - 1505年）
11. 正徳（1506年 - 1521年）
12. 嘉靖（1522年 - 1566年）
13. 隆慶（1567年 - 1572年）
14. 万暦（1573年 - 1620年7月）
15. 泰昌（1620年8月 - 12月）
16. 天啓（1621年 - 1627年）
17. 崇禎（1628年 - 1644年）

### 南明
南明の元号
1. 弘光（1644年12月 - 1645年8月21日）
2. 隆武（1645年8月22日 - 1646年12月）
3. 紹武（1647年）
4. 永暦（1647年 - 1683年）

### 順
順の元号
1. 永昌（1644年 - 1645年）

## 清（後金）
清（後金）の元号
1. 天命（1616年 - 1626年）
2. 天聡（1627年 - 1636年）
3. 崇徳（1636年 - 1643年）
4. 順治（1644年 - 1661年）
5. 康熙（1662年 - 1722年）
6. 雍正（1723年 - 1735年）
7. 乾隆（1736年 - 1795年）
8. 嘉慶（1796年 - 1820年）
9. 道光（1821年 - 1850年）
10. 咸豊（1851年 - 1861年）
11. 祺祥（1861年）施行されず
12. 同治（1862年 - 1874年）
13. 光緒（1875年 - 1908年）
14. 保慶（1899年）施行3日で改元を撤回
15. 宣統（1909年 - 1911年）1917年の一時期だけ復活した。

## 中華民国
中華民国の元号
1. 民国（1912年 - ）
西暦2025年は、中華民国（民国）114年である。

## 中華帝国
中華帝国の元号
1. 洪憲（1916年）

## 満洲国
満洲国の元号
1. 大同（1932年 - 1934年）
2. 康徳（1934年 - 1945年）

### 日本租借地関東州
日本租借地関東州の元号
1. 明治（めいじ）（1905年 - 1912年）
2. 大正（たいしょう）（1912年 - 1926年）
3. 昭和（しょうわ）（1926年 - 1945年）